# ニューカッスル大学 (オーストラリア)
ニューカッスル大学(ニューカッスルだいがく、英語: The University of Newcastle、略称：UoN )は、オーストラリア、ニューサウスウェールズ州第2の都市ニューカッスルの郊外、キャラハンに位置する公立大学であり、郊外型大学では、国内最大の規模を持つ。ニューカッスルはシドニーの北、約2時間の距離（電車または車）に位置しており、メインキャンパスはキャラハン・キャンパス（Callaghan campus）で、その他シドニーとニューカッスルの中間地点にあるセントラル・コースト・キャンパス（Central Coast campus）、ニューカッスルの中心地にある経営大学院・芸術学校なども擁する。海外分校ではシンガポールキャンパスを有する。

## 歴史
ニューカッスル大学(UoN)の起源は、1949年設立のニューカッスル・ティーチャーズ・カレッジ(Newcastle Teachers College)と1951年設立のニューカッスル・ユニバーシティ・カレッジ（Newcastle University College: New South Wales University of Technology, 現在のニューサウスウェールズ大学からの派生）に遡る。市民運動の結果、1964年ニューカッスル大学法（NSW州）に基づき、1965年1月1日に独立した大学として、ニューカッスル大学が発足した。伝統的あり方と革新的アプローチの融合教育を推進している。1978年に医学部、1992年に法科大学院を開設した。
2003年、UoNは革新的研究のための国内大学グループInnovative Research Universities Australia（IRUA）に加入した。2021年にテクノロジー系の戦略国内大学グループAustralian Technology Network(ATN)のメンバーとなった。

## 組織

### Faculty of Business and Law（経営・法学部）
The Faculty of Business and Law contains the following schools:
- School of Law
- School of Business and Management
- Newcastle Graduate School of Business
- School of Economics, Politics & Tourism

### Faculty of Education and Arts（教育・芸術学部）
The Faculty of Education and Arts contains the following schools:
- Wollotuka School of Aboriginal Studies
- School of Drama, Fine Art & Music (incorporating the Conservatorium)
- School of Education
- School of Humanities and Social Science

### Faculty of Engineering and the Built Environment（工学・建設環境学部）
The Faculty of Engineering and the Built Environment contains the following schools:
- School of Architecture and the Built Environment
- School of Engineering
- School of Electrical Engineering and Computer Science

### Faculty of Science and Information Technology（科学・IT学部）
The Faculty of Science and Information Technology contains the following schools:
- School of Applied Sciences
- School of Psychology
- School of Design, Communication and IT
- School of Environmental and Life Sciences
- School of Mathematical and Physical Sciences

### Faculty of Health（保健学部）
The Faculty of Health is the most comprehensive of its kind in Australia and one of the most comprehensive in the world. It contains the following schools:
- School of Biomedical Sciences
- School of Health Sciences
- School of Medicine and Public Health (the home of the University's world renowned Bachelor of Medicine program, one of the leaders in Australian medical education)
- School of Nursing and Midwifery

特に、医学/看護学/栄養学、建築学/環境工学、化学・生命科学分野を強みとしている。オーストラリアTOP10圏内の大学であり、オーストラリア8名門大学群「Group of Eight」と同列の評価を得ている。QS世界大学ランキング2024で173位、THE世界大学ランキング2023の世界で最も影響力のある大学部門で28位となっている。

## 日本の学生交流校
- 大阪大学
- 奈良先端科学技術大学院大学
- 電気通信大学
- 横浜国立大学
- 東京都立大学
- 山梨大学
- 新潟大学
- 広島大学
- 山口大学
- 熊本大学
- 法政大学
- 日本大学
- 成城大学
- 玉川大学
- 獨協大学
- 東海大学
- 名古屋外国語大学
- 中部大学
- 大阪工業大学
- 近畿大学
- 福岡大学
- 立命館アジア太平洋大学